# Nicolae Malaxa
Nicolae Malaxa (* 10.jul. / 22. Dezember 1884greg. in Huși; † 1965 in New Jersey, USA) war ein rumänischer Ingenieur und Industrieller.

## Leben
Aus einer Familie griechischer Rumänen stammend, studierte Malaxa Ingenieurwissenschaften an der Universität Iași und der Polytechnischen Hochschule Karlsruhe.
Malaxa arbeitete nach seinen Studien für die Rumänischen Staatsbahnen als Bauingenieur. Am Ende des Ersten Weltkrieges und des rumänischen Feldzuges lebte er in Iaşi und handelte mit Weintrauben. 1919 gründete er ein Unternehmen, das Eisenbahnwagen instand setzte. Dies hatte schnell wirtschaftlichen Erfolg, da die Bahninfrastruktur nach dem Krieg darniederlag. Malaxa reparierte stillgelegte Schienenfahrzeuge und verkaufte diese mit großem Gewinn an die Staatsbahn.

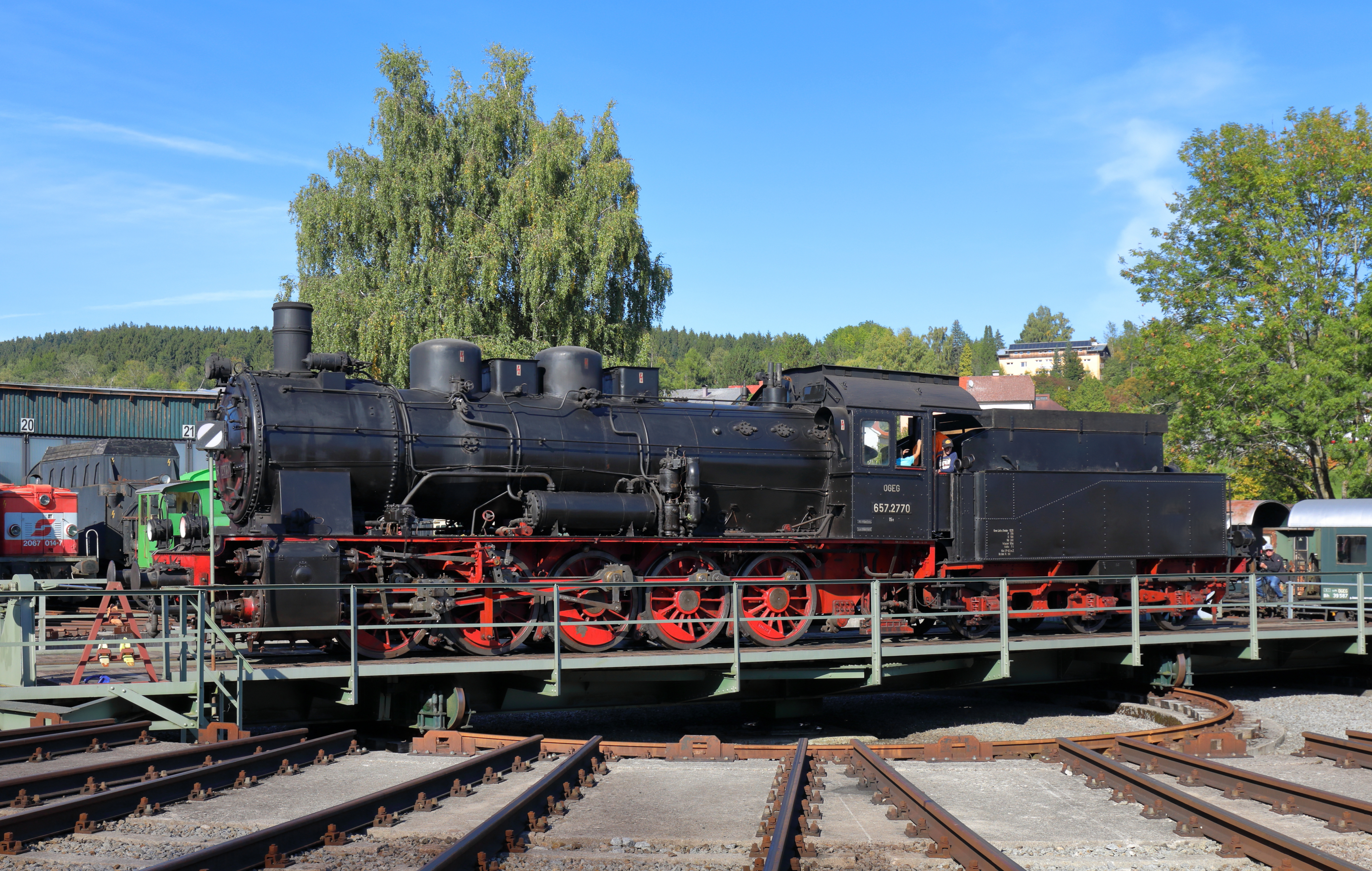
Dampflok mit der Fabriksnummer 299

Am Ende der 1930er Jahre waren die Malaxa-Werke Großproduzent von Dampflokomotiven, Diesellokomotiven, Triebwagen, Eisenbahnwagen und Stahlrohren. Sie waren eines die größten Industrieunternehmen in Südosteuropa und der Hauptlieferant der rumänischen Eisenbahnen in dieser Zeit. Malaxa besaß durch seinen Besitz in Reșița einen Großteil der rumänischen Stahlindustrie, war Präsident der rumänischen Ford-Werke und galt damals als reichster Mann Rumäniens. Der Malaxa wurde in seinem Werk gebaut.
Malaxa pflegte ein enges Verhältnis mit König Carol II. Gemeinsam mit Aristide Blank und Max Ausschnitt war er einer der wichtigsten Unternehmer Rumäniens und gehörte daher zu einer Art königlicher Kamarilla (siehe Königsdiktatur in Rumänien); die seine monopolartigen Stellung in Rumänien sicherte.
Anders als andere rumänische Großunternehmen waren die Malaxa-Werke nicht an britische, französische oder tschechoslowakische Interessen gebunden. Daher unterhielt Nicolae Malaxa ab 1935 Geschäftskontakte mit dem Dritten Reich. Als das Deutsche Reich nach 1938 mehr Einfluss in Rumänien erlangte, wurden die Anteile des jüdischen Unternehmers Max Ausschnitt konfisziert. Dieser wurde verhaftet, im September 1939 unter falschen Anschuldigungen verurteilt und die gesamte Unternehmensgruppe während des Zweiten Weltkriegs in den Dienst der Reichswerke Hermann Göring gestellt.
Als König Carol 1940 zurücktrat, wurde Malaxa kurzzeitig verhaftet, da ihm vorgeworfen wurde, er habe in den Vorjahren auf Erpressung zurückgegriffen.
Wahrscheinlich mit dem Nationalsozialismus sympathisierend, finanzierte Malaxa die Aktivitäten der rechten rumänischen Eisernen Garde ab Mitte der 1930er Jahre und besonders während deren Herrschaft 1940/41. Während des Putsches und des Bukarester Pogroms im Januar 1941 benutzte die Garde Waffen aus der Produktion Malaxa genauso wie dessen festungsartiges Anwesen. Anschließend wurde er durch die Regierung Ion Antonescu vor Gericht gestellt.
Im Februar 1945, einige Monate nach dem Staatsstreich König Michaels I. und dem Sturz Antonescus, wurde Rumänien von sowjetischen Truppen besetzt. Die Malaxa-Werke in Bukarest wurden zu Schauplätzen ungeklärter gewaltsamer Ausschreitungen. Zu dieser Zeit war der unabhängige Ministerpräsident Nicolae Rădescu mit der aufstrebenden Kommunistischen Partei in Konflikt geraten, so dass seine Ansprachen regelmäßig durch organisierte Arbeiter gestört wurden. Dies geschah in einem Malaxa-Werk und der Vorfall endete mit Schüssen und einigen Toten. Die Kommunistische Partei behauptete, sie sei von der Armee auf Befehl Rădescus gezielt beschossen worden. Allerdings zeigte sich bei der Leichenobduktion, dass die tödlichen Geschosse nicht solche waren, wie sie vom Militär verwendet wurden. Verschärft durch eine weitere Ansprache Rădescus, in der er die Kommunisten als "Ausländer ohne Gott und Heimat" bezeichnete, endete die Krise mit der Ernennung einer neuen Regierung unter Führung des Vorsitzenden der Landarbeiterfront Petru Groza, was von der Rumänischen Kommunistischen Partei und von der Sowjetunion begrüßt wurde.
Malaxa nutzte die Gelegenheit, das Land zu verlassen, als er von König Michael auf eine Reise in einer Wirtschaftsmission gesandt wurde. Er ließ sich in New York City nieder. Dort traf er auf seine Familie, die von der Regierung Groza ausgewiesen wurde. Malaxa und seinem Sohn Constantin (1922–1999) wurde 1948 die rumänische Staatsbürgerschaft durch das kommunistische Regime entzogen. Im Mai dieses Jahres traf er Nicolae Rădescu und finanzierte ihm die Herausgabe der anti-kommunistischen Zeitschrift Luceafărul (Herausgeber Mircea Eliade).
Neben Vorwürfen, dass er die Eiserne Garde unterstützt habe, wurde auch behauptet, dass er mit der Rumänischen Kommunistischen Partei in seinen letzten Jahren in Rumänien zusammengearbeitet hätte. Im Jahre 1955, während sich Malaxa in Argentinien aufhielt, widerrief die US-amerikanische Einwanderungs- und Einbürgerungsbehörde kurzzeitig seine Wiedereinreisegenehmigung. Beide Anklagen wurden von Politikern der Demokratischen Partei während Richard Nixons Wahlkampf 1962 zum Gouverneur in Kalifornien wieder geäußert, nachdem die Freundschaft und geschäftliche Verbindungen zwischen Nixon und Malaxa unter Beachtung fiel. Eine Untersuchung der Regierung wies die Vorwürfe zurück, aber im Jahr 1979 wurde Malaxas Pro-Nazi-Vergangenheit wiederum von der Washington Post untersucht, die behauptete, dass sich hochrangige amerikanische Beamte in der Nähe von Malaxa an einer Vertuschung beteiligt hätten.
Verdächtigungen bezüglich Malaxa angeblicher Kontakte zum Kommunismus, die in der frühen McCarthy-Ära durch Rădescu geäußert wurden, wurden 1958 durch die United States House Judiciary Subcommittee on Immigration untersucht und konzentrierten sich auf größere Geschenke, die Malaxa führenden Kommunisten wie Ana Pauker gesandt hatte. Malaxa rechtfertigte sich damit, dass dies die sichere Ausreise seiner Familie in die USA gewährleistet habe.
Ohne jemals die US-Staatsbürgerschaft beantragt zu haben, starb Malaxa in seinem Haus in New Jersey im Jahre 1965.